# Plentywood
Plentywood és una població dels Estats Units a l'estat de Montana. Segons el cens del 2000 tenia 2.061 habitants.

## Demografia
Segons el cens del 2000, Plentywood tenia 2.061 habitants, 857 habitatges, i 522 famílies. La densitat de població era de 680,1 habitants per km².
Dels 857 habitatges en un 27,7% hi vivien nens de menys de 18 anys, en un 53,2% hi vivien parelles casades, en un 5,7% dones solteres, i en un 39% no eren unitats familiars. En el 36,3% dels habitatges hi vivien persones soles el 19,4% de les quals corresponia a persones de 65 anys o més que vivien soles. El nombre mitjà de persones vivint en cada habitatge era de 2,26 i el nombre mitjà de persones que vivien en cada família era de 2,95.
Per edats la població es repartia de la següent manera: un 23,3% tenia menys de 18 anys, un 4,5% entre 18 i 24, un 23% entre 25 i 44, un 23,7% de 45 a 60 i un 25,5% 65 anys o més.
L'edat mediana era de 44 anys. Per cada 100 dones de 18 o més anys hi havia 85,8 homes.
La renda mediana per habitatge era de 30.037 $ i la renda mediana per família de 37.679 $. Els homes tenien una renda mediana de 24.741 $ mentre que les dones 20.662 $. La renda per capita de la població era de 15.609 $. Aproximadament el 10,6% de les famílies i el 16,3% de la població estaven per davall del llindar de pobresa.

## Poblacions més properes
El següent diagrama mostra les poblacions més properes.